# Tysiąc (gra)
Tysiąc – gra karciana dla dwóch, trzech lub czterech graczy polegająca na zbieraniu lew i punktów za karty. Gra przeprowadzana jest za pomocą talii 24 kart, od 9 do asa. Celem jest uzbieranie jako pierwszy 1000 pkt. 
Istotnym elementem gry jest zgłaszanie tzw. meldunków. Meldunek to para: król i dama tego samego koloru. Za zgłaszanie meldunków otrzymuje się dodatkowe punkty.
Tysiąc wywodzi się od staropolskiej gry mariasz i jest spokrewniony ze współczesną niemiecką grą 66.

## Zasady gry

### Wstęp
W tysiąca gra się talią złożoną z 24 kart (od asów do dziewiątek). Każda partia składa się z następujących naprzemiennych faz:
1. Rozdanie kart.
2. Licytacja.
3. Zabranie przez zwycięzcę licytacji musiku, ustalenie poziomu gry.
4. Rozgrywka.
5. Podliczenie punktów, zapisanie wyniku.

Celem gry jest zbieranie lew i punktów za karty. Lewa to zagrane po jednej karty przez graczy w jednej rundzie. W wersji dla trzech graczy są to 3 karty. W wersji dla dwóch graczy są to dwie karty. Gracz, który wyłożył najstarszą kartę w lewie, bierze lewę i wychodzi do następnej itd., aż do zagrania wszystkich kart. Starszeństwo kart w tysiącu jest dosyć nietypowe (od najstarszej): 
as, 10, król, dama, walet, 9.
Punktacja kart jest zaś następująca: 
- as - 11 pkt.,
- 10 - 10 pkt.,
- król - 4 pkt.,
- dama - 3 pkt.,
- walet - 2 pkt.

Łącznie daje to 120 pkt. Oprócz tego w grze są do zdobycia pkt. za tzw. meldunki.
Na początku jeden z graczy rozdaje karty. Liczba kart rozdawanych poszczególnym graczom zależy od liczby uczestników gry. W wersji dla trzech osób rozdający rozdaje każdemu 7 kart oraz 3 karty do musika. Karty z musika podniesie zwycięzca licytacji i wykorzysta, żeby ulepszyć swoją rękę. W wersji dla dwóch osób rozdający rozdaje każdemu graczowi po 10 kart, a 4 karty rozdaje do dwóch musików.

### Licytacja
Licytacja polega na wyłonieniu „grającego” („idącego”), czyli osoby, która weźmie musik i będzie rozpoczynała partię, co daje znaczną przewagę. Jednakże osoba, która wygra licytację, będzie zobowiązana do zdobycia tylu punktów, ile zadeklaruje – w przeciwnym razie zostaną jej one odpisane od wyniku. Dlatego bardzo ważne jest oszacowanie, ile uda się ugrać.
Licytację rozpoczyna gracz siedzący po lewej stronie rozdającego słowem „sto” – musi zalicytować sto punktów, niezależnie od tego, co ma w kartach. Kolejny gracz (po jego lewej stronie) może spasować, przebić mówiąc „sto dziesięć” (często mówi się samo „dziesięć”) bądź spróbować zablokować innych graczy deklarując 120 lub jeszcze wyżej. Często ustala się, że można przebijać wyłącznie o 10 oczek więcej niż poprzedni gracz (licytacja stopniowana). Zawsze jednak operuje się wielokrotnościami liczby 10. Następni gracze, w kierunku zgodnym z ruchem zegara, mogą również podbić licytację o kolejne 10 lub spasować. Jeśli ktoś raz spasował, nie bierze udziału w dalszej licytacji. Osoba, która zadeklarowała najwięcej, zostaje „grającym”. Najczęściej ustala się, że nie można licytować wyżej niż maksymalna liczba punktów do zdobycia z kartami na ręce, czyli 120 bez meldunków, 160 z parą pików, 180 z parą trefl, 300 z parami kier i karo, 360 z meldunkami kier, karo, trefl.

### Zabranie przez grającego musiku, ustalenie poziomu gry
Bezpośrednio po licytacji gracz, który ją wygrał, odsłania musik, by wszyscy gracze mogli go zobaczyć, po czym musik zabiera gracz „grający”. W grze dwuosobowej wybiera się jedną z dwóch kupek po dwie karty, a druga zostaje zakryta. Wyjątkiem jest sytuacja, gdy gracz mający „sto” jest grającym ze względu na brak przebijającej licytacji, wtedy najczęściej ustala się, że nie ma obowiązku pokazywać kart „z musiku” innym graczom. Grający dokłada karty z musiku do swoich, następnie odrzuca dwie niepotrzebne mu i oddaje po jednej pozostałym graczom lub w przypadku gry dwuosobowej odkłada je na bok.
W ten sposób wszyscy gracze mają po osiem kart (lub 10 przy dwóch osobach). Wybierając odrzucone karty należy wziąć pod uwagę ryzyko dania rywalowi karty do meldunku, karty biorącej czy „obstawy” (karty, którą gracz odrzuca w trakcie gry, by bronić dziesiątki lub meldunku). Często warto odrzucić wszystkie karty z jednego koloru, np. walet i dziewiątka lub „goła” dziesiątka, by następnie zbierać lewy atutem.
Następnie gracz „idący” szacuje i deklaruje, jaką liczbę punktów zdobędzie („ugra”), np. „będę grał sto pięćdziesiąt” albo „idę sto pięćdziesiąt”. Liczba punktów musi być wielokrotnością liczby 10 (chyba że ustali się inaczej) i w żadnym wypadku nie może być niższa niż wylicytowana wcześniej.
Istnieją dwa sposoby obliczania, ile należy zadeklarować:
1. Sumowanie – dodajemy punkty za meldunki, które oczekujemy zameldować, asy oraz 10 (jeśli oczekujemy, że nimi weźmiemy). Wiedząc, że naszym łupem padną wszystkie karty danego koloru (np. mamy asa, 10 i króla; asa, 10 i dwie inne karty; asa, króla, damę, waleta i 9) możemy doliczyć 30. W sytuacji, kiedy mamy karty, które będą atutem, również istnieje duże prawdopodobieństwo wzięcia nimi lewy. Metoda ta stosowana jest jednak głównie przez początkujących graczy, lub jeśli wiemy, że nie złapiemy wiele kart. Przykładowo, mamy parę kier, dziesiątkę kier, asa trefl, dziesiątkę karo z obstawą i jakieś „blotki”. Sumujemy 100 za meldunek, 10 za asa. Jeśli spodziewamy się, że przeciwnicy nie mają meldunków, możemy doliczyć 10 za dziesiątkę kier i z dużym prawdopodobieństwem za 10 karo. Podbicie o kolejne 10 możemy zaryzykować, jeśli mamy niskie kiery, oraz liczyć na karty odrzucone przez przeciwników. Jeśli natomiast spodziewamy się, że przeciwnicy mają meldunki, należy szacować znacznie ostrożniej.
2. Odejmowanie – jest metodą stosowaną przez bardziej zaawansowanych graczy. Od maksymalnej liczby punktów, którą możemy ugrać, czyli 120 plus meldunki, odejmujemy punkty, które są w stanie wziąć rywale. Zdecydowanie łatwiej to zrobić, jeśli tracimy tylko jedną czy dwie lewy oraz przy grze dwuosobowej. Za straconą lewę należy odliczyć wartość karty, którą rzucimy my, karty biorącej oraz rzuconej przez trzeciego gracza. W grze trzyosobowej należy wziąć pod uwagę, że rywale mogą rzucać sobie nawzajem wyższe karty, by nie dostały się dla osoby „idącej”, a w grze dwuosobowej o tym, że osoba biorąca ostatnią lewę bierze również 4 karty odłożone na bok (istnieje jednak także wariant gry, w którym nikt nie bierze tych czterech kart). Przykładowo w grze trzyosobowej jedyną niełapiącą kartą jest dama, którą meldujemy, czyli 3 punkty, oczekujemy, że ktoś weźmie ją asem (11 punktów), oraz musimy wziąć pod uwagę możliwość, że trzeci gracz (chcąc nam zaszkodzić) rzuci dziesiątkę. Razem 24 punkty, czyli odliczamy 30. W grze dwuosobowej najlepiej postarać się o złapanie ostatniej lewy, co ułatwia liczenie i zapewnia więcej punktów. W przeciwnym wypadku należy odliczyć nawet 30 punktów. Poza tym staramy się obliczyć co do oczka, jakie karty tracimy i czym prawdopodobnie będą wzięte. Jeśli nie mamy pewności, wówczas za lewę odejmujemy 20.

### Meldunki
Meldunek to król i dama jednego koloru. Jeśli gracz posiada taką parę, wówczas gdy rozpoczyna lewę, musi położyć na stół damę lub króla z tego samego meldunku i powiedzieć: „Melduję X” lub częściej: „X”, gdzie X to wartość meldunku według poniższej tabelki, lub po prostu „para”.
| meldunek          | wartość |
| ----------------- | ------- |
| ♠ pik (wino)      | 40      |
| ♣ trefl (żołądź)  | 60      |
| ◆ karo (dzwonek)  | 80      |
| ♥ kier (czerwień) | 100     |

Można złożyć meldunek kładąc króla, ale w praktyce gra się damą, ponieważ jest to niższa karta i w przypadku zabrania lewy przez innego gracza oddaje mu się jeden punkt mniej.
Za zameldowanie do punktów gracza dolicza się wartość meldunku. Po meldunku wszystkie karty w jego kolorze stają się atutami – przebijają (przewyższają) karty w pozostałych kolorach. Atut obowiązuje do końca rozdania lub do czasu zameldowania następnego meldunku (nowe atu).

### Przebieg rozgrywki
Grę rozpoczyna „grający” poprzez wyłożenie dowolnej swojej karty na stół – rozpoczęcie pierwszej lewy. Kolejni gracze dorzucają po jednej swojej karcie. Obowiązują dwie zasady, przy czym pierwsza jest silniejsza od drugiej:
1. Dorzucanie do koloru – obowiązuje kolor pierwszej karty.
2. Przebijanie – dorzucanie karty wyższej niż leżąca na stole (dotyczy również atutu).

Jeśli pierwszy gracz położy na przykład damę kier, następny waleta karo atu, to ostatni z graczy posiadający waleta kier i asa kier nie ma już obowiązku dawania asa kier, gdyż nie jest w stanie przebić leżących na stole kart. Podobnie jeśli gracz przed nami przebił atutem, a my nie mamy koloru, a atut mamy niższy, nie musimy go rzucać. Oddajemy dowolną kartę.
Lewę bierze ten gracz, którego karta jest najwyższa. Ten gracz zabiera całą lewę i kładzie koszulkami w górę na stosie przy sobie, po czym rozpoczyna kolejną lewę. Obowiązuje zasada, że zawsze wychodzi ten gracz, który ostatni wziął lewę – wyjątek stanowi sytuacja wygrania licytacji: rozpoczyna ten, kto ją wygrał.
Jeśli zawodnik po oddaniu po jednej z kart pozostałym uczestnikom ma „wykładane”, wówczas powinien określić wartość, jaką chce grać, i położyć odkryte karty na stole tak, aby inni sprawdzili poprawność jego deklaracji. Przykładowo jeśli ma 4 asy i 4 dziesiątki lub kompletne kolory, nikt z przeciwników nie jest w stanie przeszkodzić zawodnikowi w zebraniu wszystkich kart (w tym wypadku bez względu na kolejność, z jaką będą one zagrywane). Ta zasada ma na celu jedynie przyspieszenie rozgrywki, więc jeśli ktoś nie jest pewien, czy weźmie wszystkie lewy, lepiej po prostu rozegrać daną rozgrywkę. Przy graczach bardziej zaawansowanych jest to jednak wyraz wysokiej kultury gry.

### Podliczenie punktów, zapisanie wyniku
Po skończonym rozdaniu gracze liczą punkty za zdobyte karty zgodnie z poniższą tabelką: 
| Karta | Pkt |
| ----- | --- |
| A     | 11  |
| 10    | 10  |
| K     | 4   |
| Q     | 3   |
| J     | 2   |
| 9     | 0   |

Ponadto gracze otrzymują punkty za zameldowane meldunki. Po obliczeniu punktów gracz „grający” sprawdza, czy zdobył deklarowaną po licytacji liczbę punktów. Jeśli tak – dopisuje tylko tę liczbę do swojego wyniku. Jeśli nie – tę liczbę odpisuje się od jego wyniku. Liczba punktów w kartach (plus meldunki) gracza „grającego” musi osiągnąć zadeklarowany wynik bez zaokrąglania. Na przykład gracz, który wylicytował 150, a ugrał 147 punktów, przegrywa (punkty są odejmowane).
Pozostali gracze dopisują osiągnięty wynik (łącznie z meldunkami) zaokrąglony do pełnych dziesiątek. Jeśli cyfra jedności jest mniejsza lub równa 5 – zaokrąglają w dół (24 ≈ 20 punktów, 25 ≈ 20 punktów), a jeśli większa – w górę (26 ≈ 30 punktów). Zaokrąglenie cyfry pięć jest też kwestią umowną, spotyka się zaokrąglenie w dół lub, jak w matematyce, w górę. Można też zastosować metodę algorytmiczną: do wyniku dodajemy 5 (lub 4 przy zaokrągleniu piątki w dół), a cyfrę jedności zamieniamy na 0.
Suma punktów wszystkich kart to 120. Gracz może więc licytować do tej granicy i często „ugrać” te punkty, bez posiadania żadnego meldunku, poprzez zebranie wszystkich lew. Maksymalną realną liczbą punktów, jaką gracz może ugrać w jednym rozdaniu w grze 3- lub 4-osobowej, poprzez zameldowanie 100, 80, 60 i stracie jedynie jednej bitki przy meldowaniu, jest 336 (as + 10 + dama) lub 335 – (dama + maksymalnie dwa asy). Z uwagi na powyższe żaden z graczy nie może nigdy licytować więcej niż 360 (nie jest możliwe ugranie więcej). Takie ułożenie możliwe jest jedynie, gdy gracz II przebija damę z meldunku bez obstawy dziesiątką, a III gracz musi przebić asem. Zostaje wtedy król, który zbiera ostatnią bitkę. W grze 2-osobowej zdarza się ugrać 360 poprzez zameldowanie 3 najwyższych meldunków (100, 80 i 60) oraz zebranie 120 punktów z lew. Ugranie 400 byłoby możliwe w przypadku gry dwuosobowej, ale jedynie przy skrajnie złej grze rywala (odrzucanie asów i dziesiątek, a pozostawianie waletów i dziewiątek). W ten sam sposób można by ugrać 360 w grze trzyosobowej.

### Zakończenie rozgrywki
Gra kończy się, kiedy jeden z graczy osiągnie lub przekroczy 1000 punktów.
Najczęściej ustala się, że jeśli 1000 przekroczy inna osoba niż ta, która wygrała licytację, gra się nie kończy, a temu graczowi zapisuje się 990 lub nie dopisuje nic.
W przypadku uzyskania 1000 punktów przez większą liczbą osób wygrywa ta osoba, która uzyska większą liczbę punktów.

## Dodatkowe zasady

### Bomba
Bomba to przywilej, umożliwiający graczowi, który wygrał licytację, wycofanie się z rozdania bez odpisania punktów. Kosztem bomby jest oddanie nieugranych punktów pozostałym graczom. Zasady bomby budzą sporo kontrowersji, a liczba jej odmian wymaga ustalenia zasad przed rozgrywką. Najczęściej istnieje możliwość rzucenia jednej bomby, rzadziej spotyka się dwie.
Najbardziej rozpowszechniona jest możliwość rzucenia bomby, jeśli gracz licytował tylko sto (bo musiał), a pozostali spasowali. Wtedy nie rozpoczyna się gry, graczowi temu zapisuje się, że dał bombę (nie odpisuje się 100 punktów), natomiast pozostałym graczom dodaje się po 60 punktów. W pozostałych wersjach umożliwia się bombę do wylicytowania 120 (również po 60 dla pozostałych graczy). Spotyka się też wersję gry, w której można rzucić bombę niezależnie od wysokości wygranej licytacji. Wtedy pozostałym graczom dopisuje się po połowie wylicytowanej liczby punktów, zaokrąglając do góry. Na przykład jeśli gracz rzuca bombę na 210, pozostali otrzymują po 110 punktów. Rzucić karty można również grając do 120 i grając we 2 przeciwnikowi zapisuje się 60, grając we 3 lub czterech po 40, a przegranemu odpisuje się (dla zaawansowanych) (gra np. przy blokowaniu gdy przeciwnik zbliża się do 1000, lub mamy kilka połówek i dobrą kartę).
Ustalenie bomby (liczby dla każdego z rozgrywających) musi nastąpić na początku gry. Zaawansowani gracze często wybierają wariant bez bomby, ponieważ zostawianie kogoś na musiku również jest elementem taktyki.

### 800 punktów
Jeśli jakiś gracz uzyskał lub przekroczył 800 punktów, to:
1. Nie dopisuje się mu punktów, jeśli nie był w danym rozdaniu grającym,
2. Można ustalić karę 100 punktów, jeśli nie pobrał ani jednej lewy w rozgrywce (tego przepisu lepiej nie stosować),
3. Aby ukończyć grę lub zdobyć dodatkowe punkty, musi być grającym (lub grającym „z meldunkiem”)

W przypadku, gdy graczowi nie powiedzie się gra i punkty zostaną mu odjęte tak, że będzie miał mniej niż 800 (bądź 900), powyższe zasady przestają obowiązywać.

### Ponowne rozdanie
Jeśli po rozdaniu kart gracz nie ma w swoich kartach dziesięciu oczek (lub – zależnie od umowy – do osiemnastu) lub znajdują się wśród nich cztery dziewiątki, może poprosić o powtórne rozdanie kart. Przyjęło się, że przystąpienie do licytacji (nawet pasując) jest równoznaczne ze zrzeczeniem się praw do tego przywileju. Zasada nie ma zastosowania, kiedy w kartach posiadamy jakikolwiek meldunek.
Zasada ta jest opcjonalną i zaawansowani gracze przystępują do rozgrywki niezależnie od układu. W tej wersji jeszcze bardziej istotne jest to, aby każdy z rozdających dobrze potasował karty, tak aby rozkład był naprawdę losowy.

### Zasady opcjonalne
Pokazywanie musika:
- pokazujemy go zawsze,
- pokazujemy go, jeśli licytowaliśmy ponad 100,
- nigdy go nie pokazujemy (rzadko spotykane).

Możliwość wykorzystania bomby:
- zawsze po wygranej licytacji (1 lub 2 na rozgrywkę),
- po wylicytowaniu do 120 (1 lub 2 na rozgrywkę),
- po wylicytowaniu 100 (1 lub 2 na rozgrywkę lub wielokrotnie (rzadko spotykane)),
- brak takiej możliwości.

Możliwość licytacji:
- dowolnie wysoko, na własne ryzyko (rzadko spotykane, bo pozwala blokować rywala),
- z dowolnym meldunkiem dowolnie wysoko, bez meldunku do 120,
- do maksymalnej, możliwej do ugrania z kart na ręku wartości.

W drugim i trzecim wypadku można domagać się od niego pokazania meldunku, jeśli ktoś licytuje ponad 120. Stosowanie tej zasady jest jednak podpowiedzią dla pozostałych graczy i zdecydowanie lepiej jest polegać na wzajemnym zaufaniu. Czasem spotyka się też zasadę, że po zakończonej licytacji można zażądać pokazania musika.
Można się umówić na przebijanie w licytacji zawsze 10 lub o dowolną wielokrotność tej liczby.
Często spotykana jest zasada, że melduje się zawsze damą, jednak nie ma ona dużego wpływu na rozgrywkę.
Można dopuścić dokładny zapis wyników. Zaletą tego rozwiązania jest możliwość bardzo dokładnej gry – są bowiem systemy, które ze 100% dokładnością pozwalają oszacować, ile zawodnik w danym rozdaniu jest w stanie ugrać.

## Gra dla 2–4 graczy

### Wersje dla 2 graczy
- Każdy z graczy otrzymuje 10 kart, na stole leżą dwa musiki po dwie karty. Grający po licytacji wybiera jeden z musików, dokłada go do swoich kart na ręce, po czym dwie swoje karty odrzuca na stół (również zakryte). Po skończonej grze te cztery karty ze stołu dokłada się do stosu tego gracza, który wziął ostatnią lewę. Jest to klasyczna i najpopularniejsza wersja.
- Każdy z graczy otrzymuje po 9 kart, na stole leżą dwa musiki po trzy karty. Grający po licytacji wybiera jeden z musików, dokłada go do swoich kart na ręce, po czym trzy swoje karty odrzuca na stół (również zakryte). Po skończonej grze karty odrzucone od ręki grającego i niewybrany musik dokładane są do stosu tego gracza, który wziął ostatnią lewę. Gra z trzema kartami na musikach sprawia, że gracze w mniejszym stopniu znają karty przeciwnika (przy grze na dwie osoby można założyć, że „kartę której nie mam ja, ma mój przeciwnik”).
- Każdy z graczy otrzymuje 12 kart, gra toczy się z licytacją. Gracz „na musiku” pierwszy deklaruje wartość 100 w licytacji.
- Każdy z graczy otrzymuje po 6 kart, pozostałe ustawia się na wspólnym stosiku, a gra toczy się bez musiku i bez licytacji. Rozpoczyna gracz przeciwny do rozdającego. Gracz który wziął lewę ciągnie jedną kartę ze stosiku, a następnie kartę ciągnie drugi gracz. Dopóki stos nie jest wyczerpany nie ma obowiązku dokładania do koloru ani przebijania[3]. Gdy stos się wyczerpie jest obowiązek dokładania do koloru i przebijania[3]. Taka odmiana gry w tysiąca, bardzo podobna do 66, jest często nazywana tysiącem dobieranym[3].
- Każdy z graczy otrzymuje 7 kart, dwie karty leżą w musie odkryte, a 8 pozostałych dobiera się w trakcie gry. Osoba, która zebrała lewę, dobiera kartę jako pierwsza. Gra zaczyna się od licytacji, jeden z graczy jest „na musiku”.

### Wersja dla 3 graczy
Jeśli grają trzy osoby, „na musiku” jest jeden z graczy, zwykle na lewo od rozdającego, a musik (trzy zakryte karty) na środku stołu. Jeśli nikt nie zalicytuje więcej niż 100, musik bierze gracz, który jest „na musiku”, a z tak uzyskanych dziesięciu kart oddaje dwie dowolne zakryte karty pozostałym graczom. W innym przypadku musik bierze gracz, który deklarował najwyższą wartość punktów podczas licytacji.

### Wersje dla 4 graczy
- Zasady są podobne jak podczas gry w 3 osoby, jednak osoba będąca „na musiku” nie uczestniczy w grze, jednak zapisuje się jej punkty za karty w musiku: za asa 50, za meldunki wartości meldunków. Pozostała część gry przebiega dokładnie tak samo jak w przypadku 3 graczy. Ta wersja gry dla 4 graczy jest najbardziej popularna i znana.
- Zasady są podobne z tym, że grają wszystkie cztery osoby. Karty rozdaje się pomiędzy wszystkich uczestników bez musika (każdy dostaje po 6 kart). Rozpoczyna osoba po lewej od osoby rozdającej karty. Meldować można jeśli ma się ‘parę’ lub jeśli poprzednik (osoba po prawej) wyrzuciła damę, wtedy meldujemy ‘na kimś’ królem. Dalej podobnie obowiązują karty oraz ‘pomeldunkowe’ (atu) oraz możliwość ‘przebicia meldunku’ przez kolejnego gracza, jeśli ma meldunek (o ile to on był osobą, która zabrała ostatnie wyrzucone karty) lub jeśli my wyrzuciliśmy damę. Pozostała część gry przebiega dokładnie tak samo jak w poprzednich przypadkach.
- Zasady są podobne jak w pierwszej i drugiej wersji gry dla 4 graczy. Każdy z graczy otrzymuje po 5 kart, a licytacja toczy się o 4 pozostałe karty znajdujące się na stole. Rywalizują ze sobą dwie drużyny po dwóch graczy, którzy siedzą naprzeciwko siebie. Licytacja do maksymalnej możliwej ugranej wartości 400 punktów, która jest realnie możliwa do zdobycia. Po wygranej licytacji pozostałym graczom rozdaje się po jednej karcie z obecnie posiadanych. Nie ma obowiązku pokazywania kart, jakie znajdowały się na stole i pokazywania meldunku. Podobnie jak w drugiej wersji, możliwe jest tzw. meldowanie na przeciwniku, czyli wyrzucenie króla na damę, która została zagrana przez gracza poprzedzającego przy zachowaniu pozostałych zasad, czyli o ile istnieje możliwość, zawsze grać do koloru w danej turze i zawsze przebijać. Ta odmiana tysiąca jest popularna szczególnie w południowych rejonach Polski.